# Hospitalsgatan, Halmstad
Hospitalsgatan är en smal gata i Halmstads historiska stadskärna, som går söderut ett och ett halvt kvarter från Kyrkogatan och Stora Torg till Slottsgatan. Gatan är en del av den rutnätsplan av Abraham de la Haye, som Halmstad fick efter den stora stadsbranden 1616, men den kan ha haft en föregångare under medeltiden.
Gatan har sitt namn efter stadens första sjukhus, som var inrymt i byggnaden Tre Hjärtan mellan 1774 och 1835. Den var under 1800-talet och fram till mitten av 1900-talet något längre. År 1966, några år efter anläggandet av Slottsgatan och Slottsbron, revs Gamla läroverket för att ge Slottsgatan en rakare sträckning fram till bron.
Hospitalsgatan fortsatte från Aschebergsgatan under 1800-talet och fram till mitten av 1900-talet direkt i Södra vägen och var därmed förbindelselänken mellan stadskärnan och den nya stadsdelen Söder.

## Byggnader vid Hospitalsgatan
- Sankt Nikolai kyrka
- Tre Hjärtan
- Det första stadsbiblioteket (rivet)
- Halmstads rådhus
- Kanslibyggnaden för Länsstyrelsen i Hallands län
- Stallbyggnader för landshövdingen (rivna)
- Gamla läroverket (rivet)